# Kloostergang

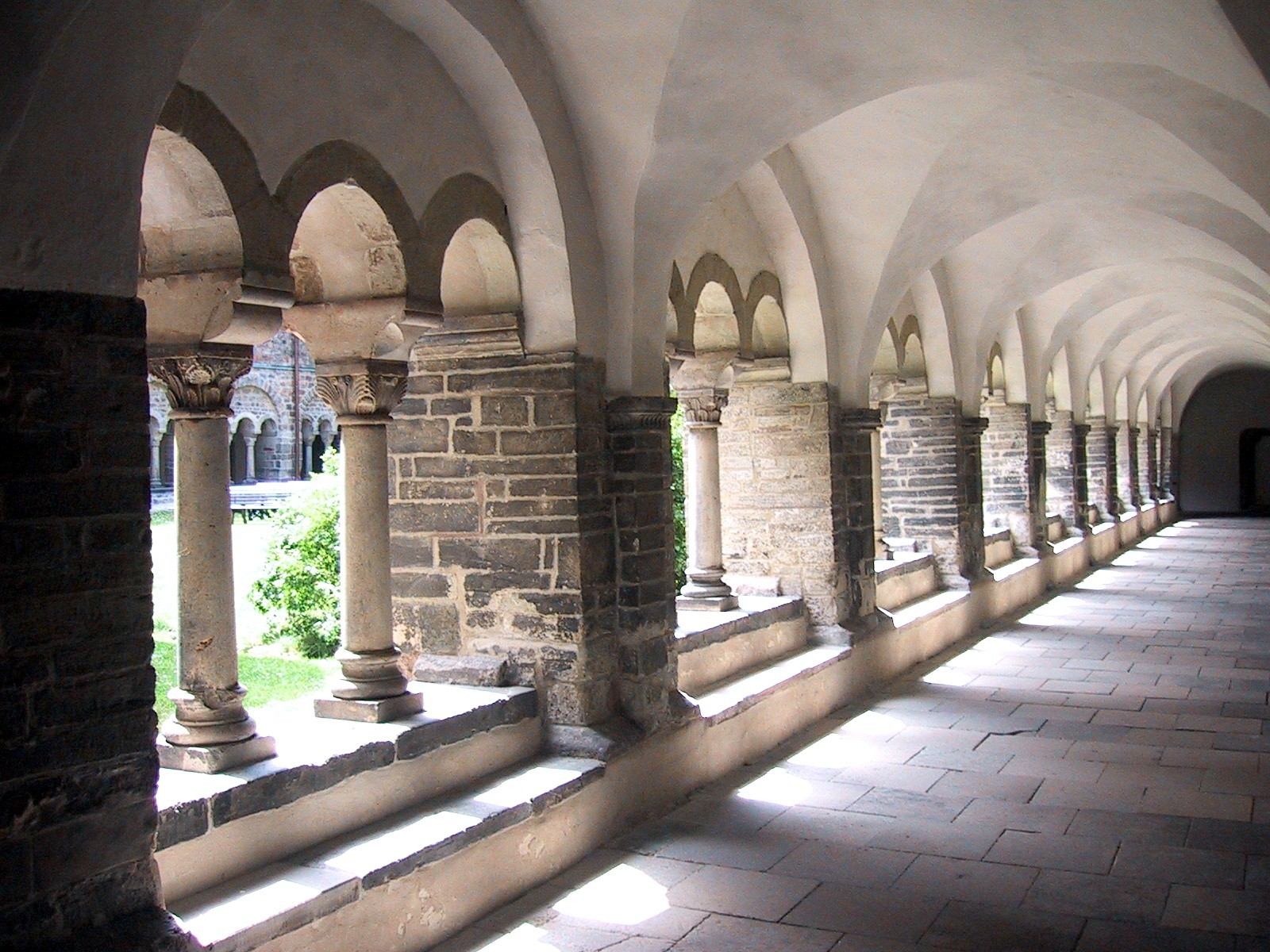
De kloostergang van het klooster Unser Lieben Frauen in Maagdenburg

Een kloostergang, kruisgang, pandgang, claustrum of ambulatorium is een arcade (gaanderij) rond de binnenplaats van een klooster of van een kerk waar kanunniken huizen. Het is meestal een vierkant van overdekte gangen met arcades rondom een open binnenplaats, de klooster- of pandhof.
De kloostergang is het centrum van het klooster en geeft toegang tot de ruimten voor de kloosterlingen, zoals de kerk, het refectorium, de kapittelzaal en de slaapzaal (dormitorium). Het wordt dus gebruikt als verbindingsgang, maar biedt de kloosterbewoners daarnaast beschutting tegen regen of warmte. Vaak bevindt zich in het midden van de pandhof een waterput of -bekken om regenwater op te vangen. Ook wordt de gang vaak gebruikt als plaats van meditatie; in sommige orden is men verplicht in de kruisgang te zwijgen. Kloostergangen werden soms ook gebruikt als begraafplaats.
Van de benaming claustrum (Latijn voor "afgesloten plaats", van het woord claudere voor "sluiten") is het Nederlandse woord klooster afgeleid. Claustrum kan ook verwijzen naar dat deel van het klooster waarvoor clausuur geldt en dat als zodanig alleen voor geestelijken toegankelijk is.
Vele kapittelkerken bezitten eveneens een kruisgang. Mogelijk is dit een overblijfsel uit een vroegere fase van het kapittel, voordat de kanunniken hun gezamenlijke leefwijze opgaven (in de 11e of 12e eeuw). Voorbeelden in Nederland zijn de kruisgang van de Dom van Utrecht, het overblijfsel van de kruisgang van de verdwenen Utrechtse kapittelkerk van Sinte-Marie, de kruisgang van de Sint-Servaasbasiliek en die van de Onze-Lieve-Vrouwebasiliek in Maastricht. In België is de kloostergang van de Onze-Lieve-Vrouwebasiliek in Tongeren een gaaf voorbeeld van een romaanse kloostergang. In Luik hebben de Sint-Pauluskathedraal en de Sint-Janskerk relatief gave gotische kruisgangen. Van de Gentse Sint-Pietersabdij en de Leuvense Sint-Geertrui-abdij zijn delen van de kruisgang bewaard gebleven.
bracium/brouwerij · cantharus/bron · cellae/kloostercellen · cellarium/kelder · clausuur · claustrum/kloostergang · dormitorium/slaapzaal · hospitium/gastenverblijf · infirmarium/ziekenvertrek · kapittelzaal · monasterium/kloosterkerk · pandhof · parlatorium · pistrinum/bakkerij · refectorium/refter · sacristie · scriptorium · kloostertuin